# Урикау
Урикау — село в Алагирском районе Республики Северная Осетия-Алания. Входит в состав Фиагдонского сельского поселения.

## Географическое положение
Расположено на левом берегу реки Фиагдон в месте впадения в неё безымянного ручья, в 2 км к юго-западу от центра сельского поселения поселка Верхний Фиагдон.

## Население
| 2002 | 2010 | 2021 |
| ---- | ---- | ---- |
| 80   | ↗114 | ↘97  |